# 欧日 (埃纳省)
欧日（法語：Augy，法語發音：[oʒi] ⓘ）是法国上法蘭西大區埃纳省的一个市镇，属于苏瓦松区。

## 地理
欧日（49°20'17"N, 3°30'49"E）面积2.6 平方千米，位于法国上法蘭西大區埃纳省，该省份为法国北部内陆省份，北起北部省，西接索姆省和瓦兹省，东临阿登省和马恩省，西南至塞纳-马恩省，东北部与比利时接壤。
与欧日接壤的市镇（或旧市镇、城区）包括：布赖讷、塞尔瑟伊、库夫雷勒、瓦塞尼。

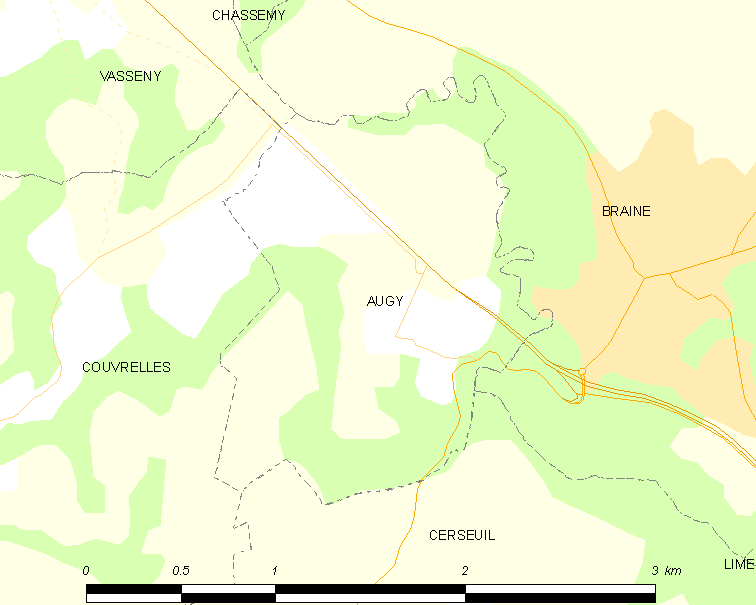
的OSM定位图

欧日的时区为UTC+01:00、UTC+02:00（夏令时）。

## 行政
欧日的邮政编码为02220，INSEE市镇编码为02036。

## 政治
欧日所属的省级选区为塔德努瓦地区费尔县。

## 人口

1962-2008年间人口变化图示

欧日于2022年1月1日时的人口数量为68人。